# فضای نام اکس‌ام‌ال
فضای نام اکس‌ام‌ال (به انگلیسی: XML namespace) در مستندات XML مکانیزمی را فراهم می‌کنند که از تداخل نامهای استفاده شده به عنوان تگ‌های المانها پیشگیری شود.

## نحوه تعریف فضای نام
```
            <"یک آدرس URI " = پیشوندفضای نام   : xmlns نام تگ (معمولاً تگ ریشه )>
```

آدرس URL که در قسمت تعریف فضای نام ظاهر می‌شود الزاماً یک آدرس معتبر نیست و تنها کاربرد آن متمایز ساختن فضاهای نام از یکدیگر است. پیشوندانتخابی برای یک فضای نام یک نام ظاهری است بدین معنی که به راحتی می‌توانیم آن را برای یک فضای نام عوض کنیم. در چنی حالتی اگر پیشوندهای المانهای مرتبط شده با فضای نام مذکور را نیز تغییر دهیم هیچ تغییری در مستند XML ایجاد نخواهد شد.